# Raoul d’Ivry
Raoul d’Ivry, auch Raoul, Graf von Ivry (* vor 996; † nach 1015) war ein Halbbruder von Richard I., Herzog der Normandie.

## Raoul d’Ivry als Vormund
Herzog Richard I. starb 996 und hinterließ mit Richard II. einen minderjährigen Nachfolger. Raoul d’Ivry sicherte als Halbbruder des Verstorbenen die Thronfolge ab. François Neveux vermutet, dass er es war, der während der Minderjährigkeit Richards II. die Macht im Herzogtum ausübte. Sicher ist, dass er dies zumindest an der Seite der Witwe Gunnora tat.
Der Chronist Wilhelm von Jumièges berichtet, dass er damit befasst war, die beiden Revolten zu unterwerfen, die unmittelbar nach dem Tod des alten Herzogs losbrachen, zu einem seitens der Bauern, zum andern seitens der Aristokraten. Gegen die Landbevölkerung ging er hart vor und ließ den Anführern Füße und Hände amputieren. Gegen den Adel führte ein Feldzug zur Festnahme des wichtigsten Rebellen, Wilhelm I., Graf von Exmes.

## Der Graf von Ivry
Im Zentrum des Herzogtums traten die ersten Grafen um das Jahr 1000 auf. Raoul ist der erste, der dokumentiert wird (1011). Er trug seinen Titel vermutlich schon seit langem, da Robert von Torigni die Ernennung auf die Zeit des Herzogs Richard I. datiert, also vor das Jahr 996. Die zu ihm gehörende Grafschaft ist unter Historikern umstritten. Pierre Bauduin stellt auf der Basis von David Bates fest, dass territoriale Zuweisungen von Grafschaften erst in den 1040er Jahren auftreten. Zeitgenössische Dokumente und Dudo von Saint-Quentin nennen ihn einfach Graf Raoul und niemals Raoul d’Ivry oder gar Graf von Ivry. Dies bleibt späteren Geschichtsschreibern vorbehalten: Ordericus Vitalis bezeichnet ihn als Graf von Bayeux. Die Historiker sind davon überzeugt, dass der Mönch sich täuschte; sie ziehen es vor einem anderen der späteren Geschichtsschreiber zu folgen, Robert von Torigni, der ihn Graf von Ivry nennt.
Seine Ernennung war von strategischer Bedeutung: Ivry lag an der Grenze der Normandie am wichtigen Übergang einer alten Römerstraße über die Eure. Die Region war seit mehreren Jahrzehnten Schauplatz von Auseinandersetzungen zwischen dem Herzog der Normandie und dem Grafen von Blois und Chartres, der in Dreux Fuß gefasst hatte. Durch die Installation eines Familienmitglieds in Ivry stärkte Richard I. seine Autorität im Südosten des Évrecin. Diese herzogliche Strategie erklärt auch die übrigen herzoglichen Konzessionen an Raoul in der Grafschaft Hiémois und im Lieuvin (Forêt du Vièvre).

## Familie und Nachkommen
Raoul d’Ivry war der Sohn von Asperleng und Sprota, die in zweiter Ehe den Grafen Wilhelm I. von Rouen aus der Familie der Rolloniden heiratete. Dadurch war er der Halbbruder des Herzogs Richard I.
In erster Ehe heiratet er Eremberga, † vor 1011, in zweiter Aubrée de Canville. Seine Kinder waren:
- Hugues, Bischof von Bayeux (um 1011–1049)
- Jean, Bischof von Avranches (1060–1067) und Erzbischof von Rouen (1067–1079)
- Emma ⚭ Osbern de Crépon
- Raoul
- Tochter; ⚭ Richard de Beaufour